# Enyalius brasiliensis
Enyalius brasiliensis — вид ігуаноподібних ящірок родини Leiosauridae. Мешкає в Бразилії і Уругваї.

## Поширення і екологія
Enyalius brasiliensis мешкають на південному сході Бразилії, в штатах Еспіріту-Санту, Мінас-Жерайс, Санта-Катаріна і Ріо-де-Жанейро. Вони живуть в атлантичних лісах. Ведуть денний, деревний спосіб життя. Живляться безхребетними, відкладають яйця.